# Louis Couperus

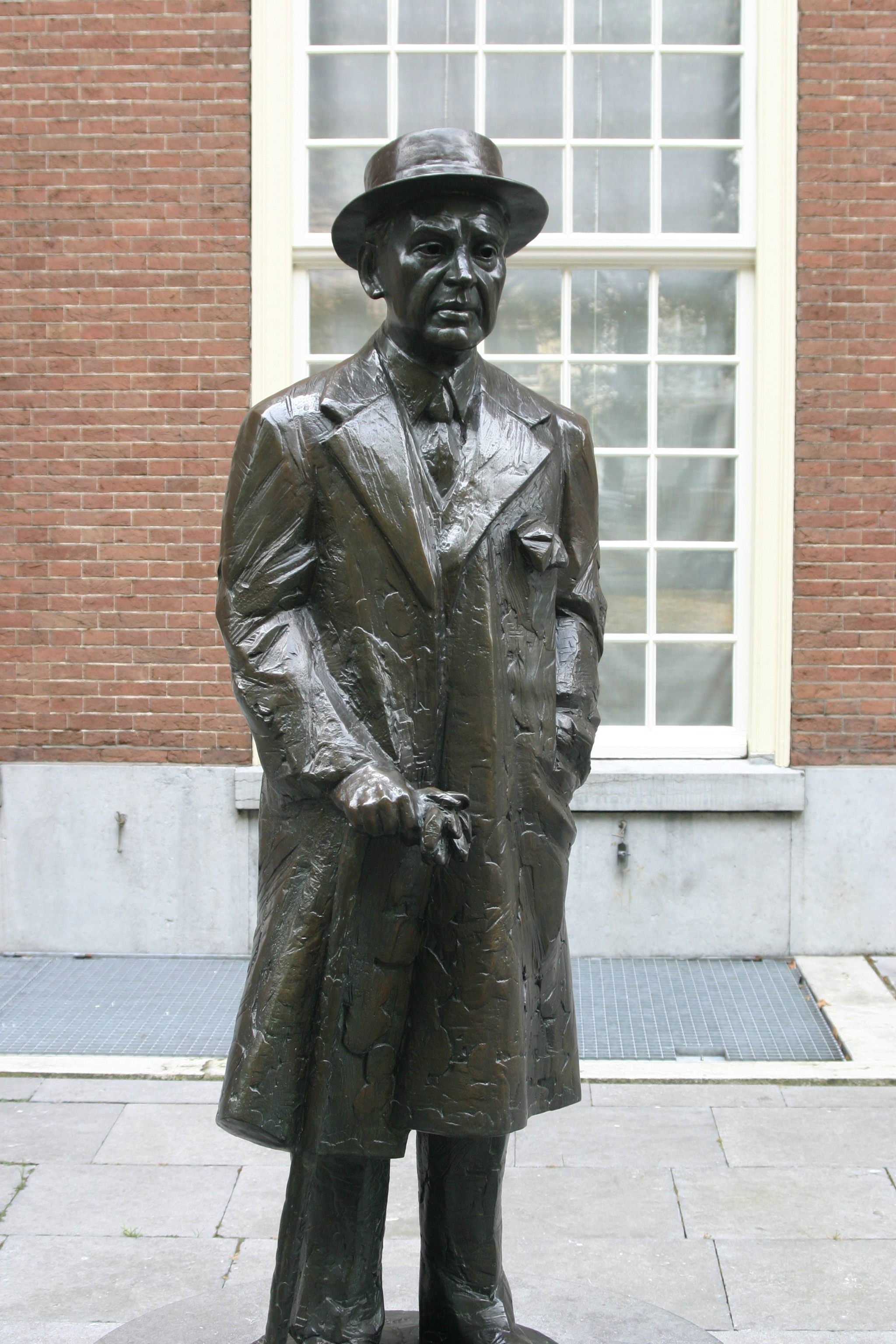
Estatua de Louis Couperus (Kees Verkade 1998), Lange Voorhout, La Haya.

Louis Marie-Anne Couperus (La Haya, 10 de junio de 1863-16 de julio de 1923) fue un novelista y poeta holandés a caballo entre los siglos XIX y XX. Está considerado una de las figuras más destacadas de la literatura holandesa.

## Biografía
Couperus nació en una rica familia patricia, pasando parte de su juventud en las Indias Orientales Neerlandesas y escolarizándose en Batavia (hoy Yakarta, Indonesia). Couperus era nieto de un Gobernador General de las Indias Orientales Neerlandesas y muchos de sus parientes trabajaban en el gobierno local. Después de regresar a La Haya en 1878, publicó unos primeros volúmenes de poesía que tuvieron poco éxito o atención de la crítica. Couperus alcanzó la fama con la publicación de su primera novela, Eline Vere (1888), una obra naturalista incluida por novelistas franceses como Émile Zola y Gustave Flaubert. La novela de Couperus del año 1891, Noodlot fue muy admirada por Oscar Wilde, y muchos han encontrado similitudes estilísticas entre Noodlot y la novela de Wilde, del año 1890, El retrato de Dorian Gray.
Entre las obras posteriores de Couperus están De Stille Kracht (1900) y De Berg van Licht (1906), una novela decadente ambientada en la cumbre del Imperio romano. Sus novelas psicológicas, como De Boeken der Kleine Zielen (1901-1902) o Van Oude Menschen, de Dingen, die Voorbij gaan... (1906) disfrutaron de gran éxito en los países angloparlantes después de la Primera Guerra Mundial. Sus novelas históricas fueron muy populares en Alemania. Sus libros se han traducido a muchos otros idiomas, como francés o italiano, idiomas escandinavos, húngaro, checo y en años recientes incluso a urdu y esperanto. Los libros de Couperus recibieron tanta atención en el extranjero como en los calvinistas Países Bajos de su época.
Publicó cincuenta novelas y volúmenes de historias completas. El famoso autor y su esposa vivieron la mayor parte de su vida en pensiones y villas alquiladas en Francia e Italia. Todos sus bienes temporales y su biblioteca eran trasladados en enormes baúles y cajones.
Couperus se casó con su sobrina en 1891 y parece probable que decidieran no tener hijos. Establecidos en Venecia hasta 1910, comenzaron a viajar más ampliamente por Italia. El propio Couperus se cree que era homosexual, pero que las fuertes convenciones de su época y su naturaleza tímida parece que le impidió elegir una vida que habría acomodado mejor a su naturaleza. También, el cotilleo contemporáneo y su frecuente elección de temas homoeróticos (Oscar Wilde, Heliogábalo, luchadores de la Riviera) sugieren que Couperus era homosexual. Su esposa se esforzó por que todas las cartas y otros objetos de la vida privada de Couperus desaparecieran después de su muerte.
Couperus, persona de reconocido ingenio, siguió publicando su obra de éxito tanto crítico como de público, hasta su repentina muerte de sepsis en 1923.